# Jesse Dark
Jesse L. Dark (Richmond, 2 settembre 1951) è un ex cestista statunitense, professionista nella NBA.

## Carriera
Venne selezionato dai New York Knicks al secondo giro del Draft NBA 1974 (32ª scelta assoluta).

## Palmarès
- Campione EBA (1977)